# Predrag Spasić
Predrag Spasić (Kragujevac, 13 de maio de 1965) é um ex-futebolista profissional sérvio, que atuava como defensor.

## Carreira
Predrag Spasić fez parte do elenco da Seleção Iugoslava de Futebol da Copa do Mundo de 1990. 